# Habíbolláh Achlágí
Habíbolláh Achlágí (* 3. srpna 1985 Chorramábád) je íránský zápasník – klasik.

## Sportovní kariéra
Zápasu řecko-římskému se věnoval v Ándímešku. V íránské mužské reprezentaci se prosazoval od roku 2009 ve váze do 84 kg. V roce 2012 vyhrál olympijský kvalifikační turnaj v Tchaj-jüanu a vysloužil si nominaci na olympijské hry v Londýně na úkor Táleba Nematpura. Do Londýna však formu nevyladil. Vypadl v úvodním kole s Kubáncem Pablo Shoreyem 1:2 na sety. V roce 2016 startoval na olympijských hrách v Riu, kde vypadl ve druhém kole na lopatky s Davitem Čakvezadzem z Ruska.

## Výsledky
| Turnaj            | 2009 | 2010 | 2011 | 2012 | 2013 | 2014 | 2015 | 2016 |
| Turnaj            | 24   | 25   | 26   | 27   | 28   | 29   | 30   | 31   |
| Turnaj            | -84  | -84  | -84  | -84  | -84  | -80  | -85  | -85  |
| ----------------- | ---- | ---- | ---- | ---- | ---- | ---- | ---- | ---- |
| Olympijské hry    |      |      |      | úč.  |      |      |      | úč.  |
| Mistrovství světa | 3.   | —    | úč.  |      | —    | úč.  | 3.   |      |
| Asijské hry       |      | —    |      |      |      | 1.   |      |      |
| Mistrovství Asie  | —    | —    | —    | 1.   | —    | —    | —    | —    |